# Chiesa di San Benedetto (Fontanellato)
La chiesa di San Benedetto è un luogo di culto cattolico dalle forme barocche situato in località Priorato 1 a Priorato, piccola frazione di Fontanellato, in provincia e diocesi di Parma; è sussidiaria della parrocchiale di Santa Croce e San Benedetto di Fontanellato e fa parte della zona pastorale della Bassa.

## Storia
Risale al 1013 il primo documento che menzioni la presenza a Fontanellato dei monaci benedettini appartenenti all'abbazia di Leno, che avviarono il recupero dei territori abbandonati in seguito alle invasioni barbariche. Soltanto sei anni dopo il papa Benedetto VIII confermò i loro diritti su alcuni beni della "cellam Fontanellatum", in seguito rinnovati anche da altri pontefici.
Risale invece al 1230 la prima testimonianza dell'esistenza della chiesa di San Benedetto, ancora dipendente dall'abbazia bresciana.
Nel secolo successivo l'importanza del monastero crebbe, tanto che la struttura fu elevata a priorato forse già nel XIII secolo, anche se la prima testimonianza certa in tal senso risale al 1332.
In seguito la decadenza dell'abbazia di Leno causò il parziale abbandono dell'edificio, fino al 1400, anno in cui il papa Bonifacio IX sancì con una bolla l'autorità dei conti Sanvitale sul priorato e l'allontanamento dei benedettini; nel 1470 fu eletto priore Nicolò Sanvitale, ma la famiglia, nonostante gli accordi col pontefice, non risiedette quasi mai nella struttura né si curò della sua manutenzione, tanto da abbandonarla nel 1518.
Nel 1550, su concessione del papa Giulio III, vi entrarono i domenicani provenienti dal distrutto convento di San Giuseppe di Fontanellato, ma i frati lasciarono definitivamente il monastero già nel 1552. Nel 1579 il luogo di culto fu sottoposto all'autorità vescovile di Parma e fu elevato al rango di pieve, con giurisdizione sulle chiese di Toccalmatto, di Casalbarbato, di Ghiara e di Santa Croce di Fontanellato.
Tuttavia il degrado crebbe marcatamente nel secolo successivo, fino alla nomina del nuovo prevosto Paolo Aimi, che dal 1716 avviò una serie di lavori che trasformarono completamente il decadente complesso medievale. Il cantiere partì dalla chiesa, ove fu ampliata l'aula verso est, fu allungata la zona del presbiterio, furono costruite le cappelle laterali e le sagrestie e furono decorati e arredati gli interni in stile barocco; in seguito fu riedificata la facciata, completata nel 1751 su probabile progetto dell'architetto Ottavio Bettoli.
I lavori si spostarono quindi nell'attiguo monastero che sorgeva sulla sinistra del tempio; grazie ai finanziamenti ricevuti da Isabella di Borbone-Parma, moglie dell'imperatore Giuseppe II d'Asburgo-Lorena, monsignor Carlo Delfinoni, che succedette proprio nel 1751 all'Aimi nella guida del priorato, fece abbattere l'abbazia benedettina e al suo posto fece edificare una elegante canonica; sull'alto lato del sagrato fece risistemare simmetricamente gli edifici annessi e in seguito fece realizzare la grande peschiera sviluppata a U attorno all'abside del luogo di culto, terminata nel 1784.
Nel 1785 fu costruito, per volere del nuovo priore Luigi Sanvitale, l'atrio con lo scalone nella canonica; tra il 1797 e il 1837 furono poi eseguiti nuovi lavori di restauro e ammodernamento, che interessarono principalmente il sistema idrico, le facciate e il campanile, su probabile progetto dell'architetto Giuseppe Rasori; tra il 1804 e il 1810 furono inoltre aggiunti i due altari laterali.
In seguito la struttura cadde nuovamente in declino, a causa della distanza dal centro di Fontanellato, la cui chiesa di Santa Croce, all'epoca dipendente dal priorato, assorbiva la maggior parte delle rendite terriere comuni. L'indipendenza fra le due strutture fu decretata nel 1889 dal vescovo di Parma Francesco Magani, ma fu attuata soltanto nel 1916 per volere del vescovo Guido Maria Conforti. Nel frattempo tra il 1889 e il 1912, per volere del parroco Giovanni Bignami, gli edifici furono sottoposti a una serie di lavori di restauro, riguardanti prevalentemente gli intonaci deteriorati a causa dell'elevata umidità della zona.
Altri interventi di ristrutturazione furono attuati tra il 1920 e il 1930 su iniziativa del nuovo parroco Enrico Grassi, che fece affrescare i soffitti a volte della chiesa, sostituire i pavimenti, aprire le nicchie per le statue, realizzare la balaustra del presbiterio e risistemare il tetto.
Nel 1971 la parrocchia di Priorato fu annessa a quella di Santa Croce per decreto del vescovo Amilcare Pasini.
Nel 1996 la canonica fu restaurata.
Nel 2002 il tempio fu chiuso per inagibilità e partirono allora le indagini volte al suo recupero; nel 2008 fu avviato il cantiere volto al consolidamento strutturale e al restauro, che interessò la chiesa, parte dei suoi arredi e gli interni della canonica; durante i lavori furono rinvenute le fondazioni dell'antica struttura medievale, più piccola dell'attuale. Il 24 aprile del 2010 il tempio fu riaperto al culto.
Tra il 2015 e il 2017 furono eseguiti altri interventi di restauro e consolidamento strutturale riguardanti la canonica.

## Descrizione
La chiesa si sviluppa su un'unica navata affiancata da una cappella per lato, con ingresso a ovest e presbiterio absidato a est. Ai lati del tempio si articolano simmetricamente attorno all'ampio sagrato i due edifici annessi. Sul retro del complesso si sviluppa la peschiera oggi asciutta, che circonda il giardino posteriore abbracciando l'abside del luogo di culto.

### Chiesa

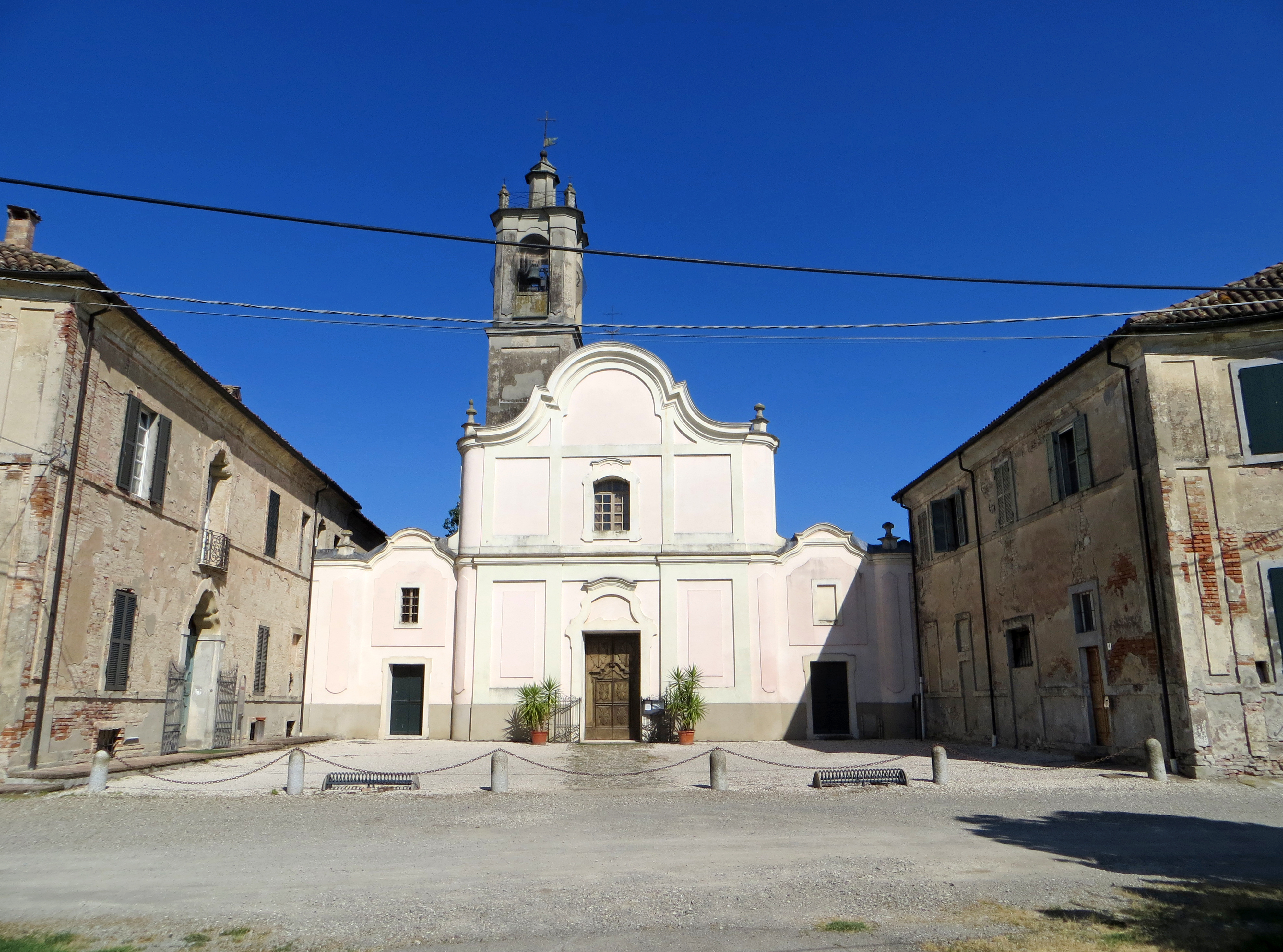
Facciata della chiesa

Il prospetto barocco del tempio, realizzato nel 1751 probabilmente dall'architetto Ottavio Bettoli, è tripartito; nel mezzo si innalza il corpo principale in aggetto, col portale centrale d'ingresso delimitato da una cornice e sormontata da un frontone mistilineo; ai lati quattro lesene inquadrano due cornici, mentre superiormente, oltre la fascia marcapiano in aggetto, si apre in corrispondenza dell'accesso una finestra con cornice mistilinea; altre lesene si elevano fino all'elaborato frontone curvilineo di coronamento. Lateralmente si ergono i due più piccoli corpi simmetrici, caratterizzati dai portali d'ingresso centrali sovrastati da finestre e dai frontoni curvilinei in sommità.
Leggermente più arretrato rispetto al prospetto, si eleva sulla sinistra il campanile, edificato agli inizi del XIX secolo dall'architetto Giovanni Rasori; la torre è coronata da un terrazzino su cui si innalza al centro un'alta lanterna a pianta poligonale, culminante in una croce con banderuola in ferro battuto.
All'interno un atrio conduce alla navata, coperta una volta a botte lunettata suddivisa in tre campate, interamente decorate con affreschi realizzati agli inizi del XX secolo. Sopra all'ingresso si affaccia sull'aula la cantoria, chiusa da una grata lignea intagliata; all'interno è collocato l'organo originariamente dipinto a tempera, risalente alla fine del XVIII secolo.
Le pareti della navata sono scandite simmetricamente in tre parti da lesene con capitelli dorici, a sostegno del cornicione perimetrale in aggetto; alle prime porzioni cieche seguono le ampie arcate a tutto sesto contrapposte, contenenti gli altari marmorei dedicati a san Giuseppe e a san Rocco, risalenti ai primi decenni del XIX secolo; al centro delle cappelle sono collocate due nicchie che racchiudono le coeve statue dei due santi, realizzate da artisti della cerchia di Giuseppe Sbravati. Oltre le cappelle si aprono sui locali adiacenti due ampi portali, coronati da archi ondulati e affiancati da eleganti ovali in stucco di gusto rococò; analoghe decorazioni risalenti alla prima metà del XVIII secolo delimitano le arcate, le finestre e le cornici dell'ambiente. 12 dei 14 ovali della Via Crucis, risalenti alla fine del XVII secolo, furono trafugati nel 2004, mentre si salvarono solo la VI e l'VIII stazione; oggi sono esposte le copie fotografiche dei dipinti perduti.
Una balaustra marmorea separa la navata del presbiterio, coperto anch'esso da una volta a botte lunettata, decorata con affreschi; al suo interno è collocato l'altare maggiore, con paliotto in scagliola policroma risalente al XVIII secolo. Sul retro al centro dell'abside campeggia al di sopra del coro ligneo barocco la maestosa cornice in legno dorato e intagliato, realizzata da Giuseppe Seletti nel 1730; essa contiene la copia fotografica della pala raffigurante San Benedetto e San Vitale, che, dipinta nel 1654 dal pittore Emilio Taruffi, fu trafugata nel 2004 unitamente alle stazioni della Via Crucis.
La sagrestia è arredata con mobilio risalente agli inizi del XIX secolo, decorato con gli stemmi dei Sanvitale.

### Canonica

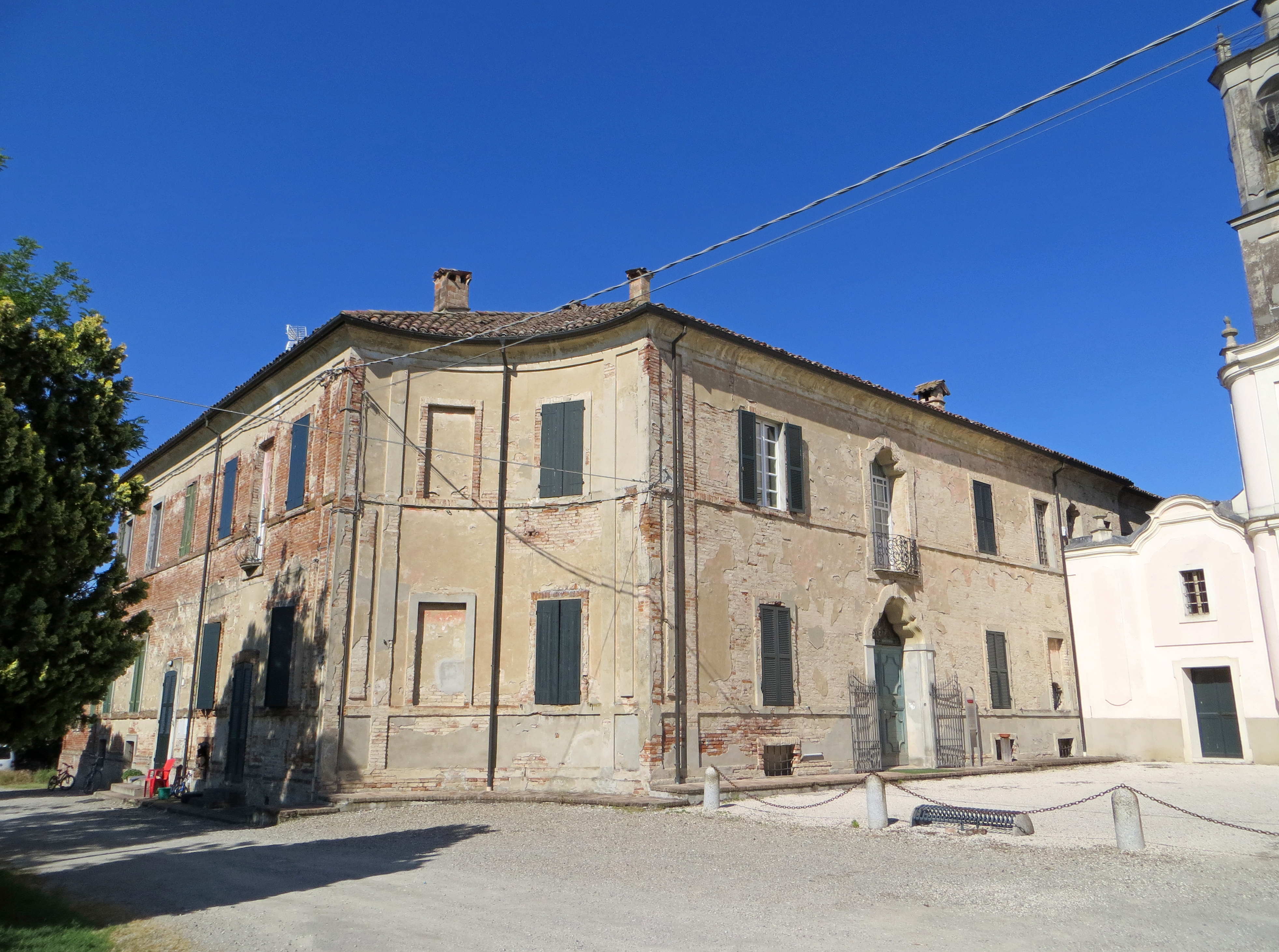
Canonica

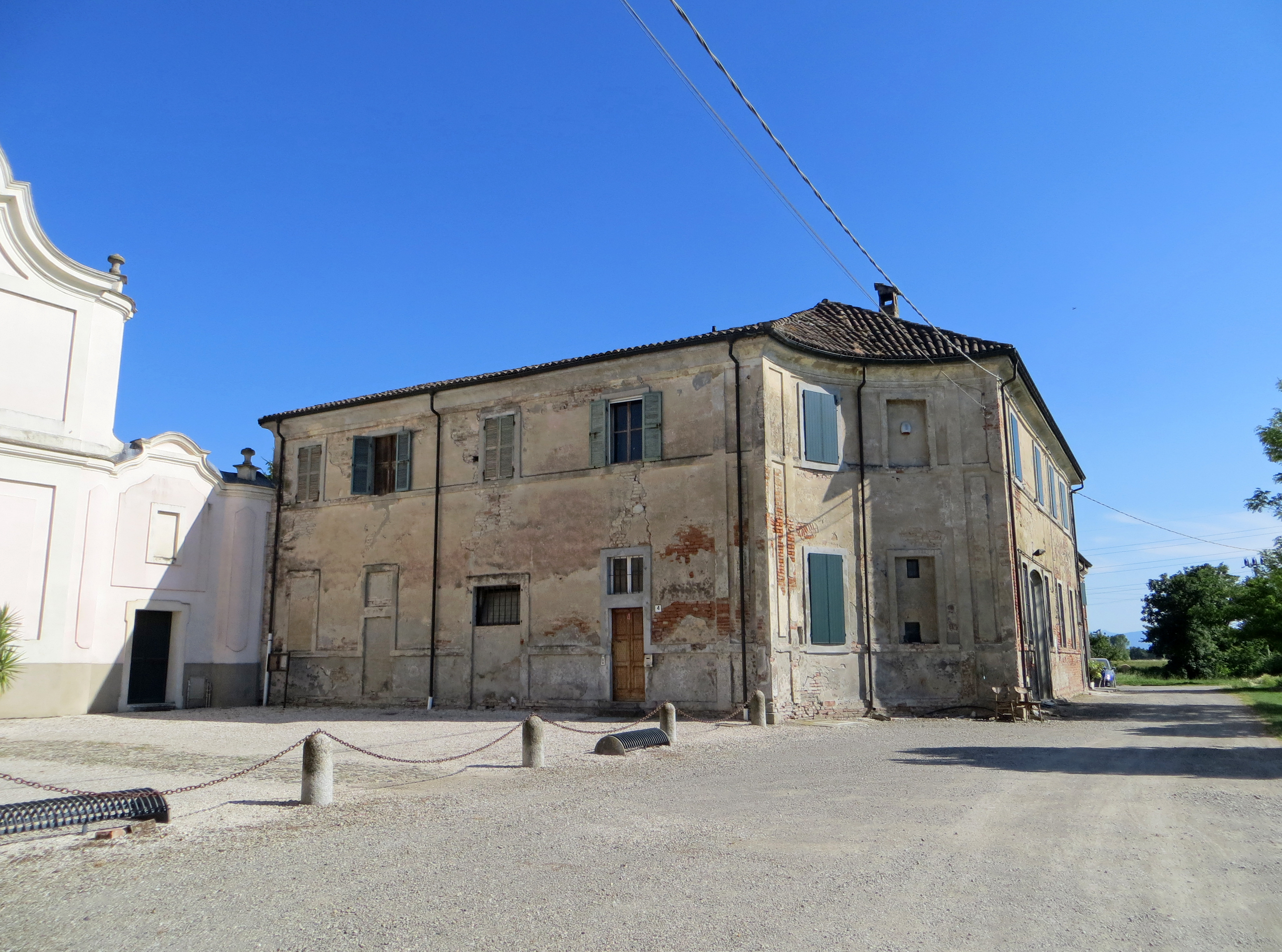
Edifici di servizio

Sulla sinistra del sagrato a pianta rettangolare si innalza su due livelli la canonica, mentre specularmente sulla destra sorgono i fabbricati di servizio, originariamente destinati in parte alla servitù e in parte a granaio e fienile.
Gli edifici sono caratterizzati dall'andamento marcatamente concavo e curvilineo dei due spigoli prossimi al vialetto d'accesso e dalle numerose bucature inquadrate da cornici, più eleganti sul lato sinistro, ove sono presenti anche alcune lesene e altre decorazioni; sullo stesso fianco si eleva inoltre l'ingresso strombato e incorniciato della canonica, coronato da un elaborato arco ondulato, su cui si apre un'analoga portafinestra con ringhiera in ferro battuto.
All'interno della canonica sono presenti numerosi ambienti di pregio; l'androne a pianta ovale, coperto da decorazioni in stucco, si apre lateralmente sui corridoi con arcate barocche sostenute da colonne doriche dipinte; lo scalone a forbice con ringhiera in ferro battuto è chiuso superiormente da una volta decorata al centro da un affresco raffigurante Re David, eseguito forse dal pittore settecentesco Paolo Ferrari; il pianerottolo di arrivo, coperto da una serie di strette volte a vela dipinte, conduce alle altre sale, tra cui un altro disimpegno ovale con colonne, analogo all'androne, e vari ambienti affrescati.